# Arrondissement Boulogne-sur-Mer
Arrondissement Boulogne-sur-Mer je francouzský arrondissement ležící v departementu Pas-de-Calais v regionu Hauts-de-France. Člení se dále na 4 kantony a 74 obcí.

## Kantony
od roku 2015:
- Boulogne-sur-Mer-1
- Boulogne-sur-Mer-2
- Desvres
- Outreau

před rokem 2015:
- Boulogne-sur-Mer-Nord-Est
- Boulogne-sur-Mer-Nord-Ouest
- Boulogne-sur-Mer-Sud
- Desvres
- Marquise
- Outreau
- Le Portel
- Samer